# تپه مهره درسی
تپه مهره درسی مربوط به دوران پیش از تاریخ ایران باستان - عصر آهن ۳ است و در شهرستان گرمی، بخش موران، دهستان اجارود شرقی، روستای مهره واقع شده و این اثر در تاریخ ۱۲ دی ۱۳۸۶ با شمارهٔ ثبت ۲۰۴۲۸ به‌عنوان یکی از آثار ملی ایران به ثبت رسیده است.